# Honda Insight
El Honda Insight es un automóvil híbrido desarrollado por el fabricante japonés Honda. Tiene un nivel de emisiones muy bajo, de 101 g/km y un consumo combinado de 4,4 L/100, al mismo tiempo que mantiene un nivel de prestaciones y capacidad semejante al de cualquier vehículo convencional. Esto, junto a otros sistemas incorporados en el modelo, favorece la conducción ecológica. Por ejemplo, han desarrollado un sistema de asistencia al conductor para favorecer un estilo de conducción más sostenible, llamado ECO Assist. El diseño de esta nueva generación, más futurista que el original, está inspirado en el Honda FCX Clarity, el coche de pila de combustible alimentado con hidrógeno que comercializa la compañía.
Dentro de la clasificación de los híbridos, el Insight se define como un full parallel hybrid, ya que utiliza el sistema paralelo, en lugar del sistema combinado o el de serie. En todo momento, el vehículo busca la combinación más eficiente de los motores de gasolina y eléctrico, utilizando únicamente el eléctrico siempre que es posible.

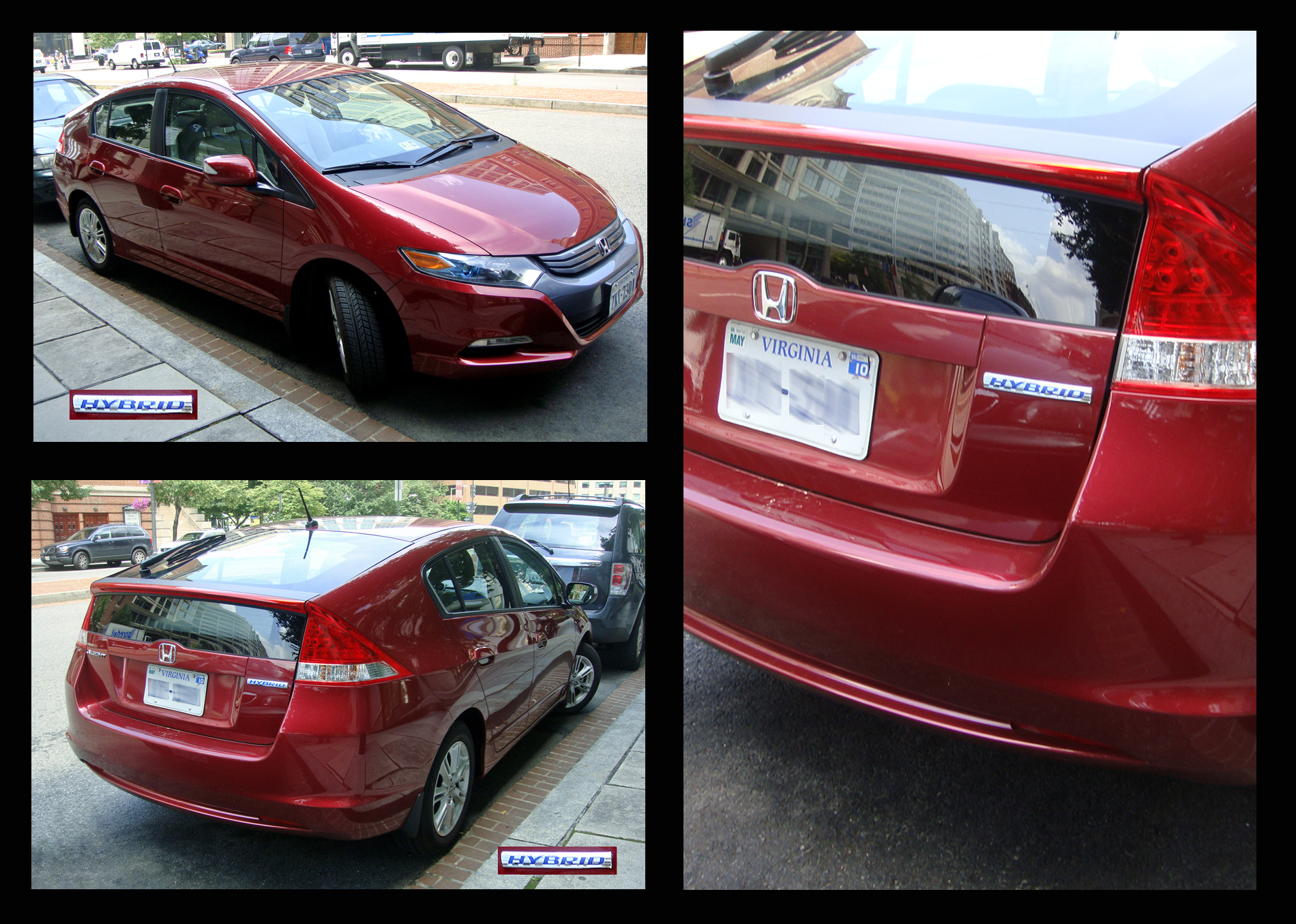
Versión estadounidense 2010 del Honda Insight, mostradas las partes frontal, trasera y la logo marca que lo identifica como híbrido.

La tecnología IMA (Integrated Motor Assistance), la tecnología que Honda utiliza en sus vehículos híbridos desde 2004, incorpora un motor de gasolina, que actúa como fuente de energía principal, y un motor eléctrico auxiliar, que aprovecha la energía cinética almacenada en una batería, procedente, por ejemplo, de las frenadas, una energía que con otro sistema se perdería. Al arrancar y al adelantar, o cuando es necesaria una potencia extra, el motor eléctrico auxiliar se pone en marcha nutriéndose de la energía acumulada. De esta forma, el Insight consume mucho menos combustible y resulta más económico a la vez que reduce también las emisiones de CO2 a la atmósfera.
Mientras que un vehículo convencional de gasolina tan solo aprovecha un 19% de la energía generada a partir del combustible, un híbrido utiliza un 30% de la misma. A esta mejora de la eficiencia hay que añadir los sistemas de ayuda a la conducción, que permiten al conductor adquirir hábitos de conducción más económica y ecológica, a la vez disfruta en la carretera.
La combinación del motor de gasolina y el eléctrico permiten alcanzar un alto rendimiento, ideal para entornos urbanos, con una aceleración y potencia propias de un automóvil convencional de gasolina de 1,8 L: acelera de 0 a 100 km/h en 10,7 s y alcanza una velocidad máxima de 193 km/h. El motor de gasolina, de 1.3 L otorga una potencia de 98 CV y el motor eléctrico una potencia de 14 CV. Juntos obtienen una potencia total de 112 CV.
En cuanto al comportamiento dinámico, el Insight es un coche ágil en zonas reviradas gracias a su chasis de tara deportiva, a su precisa dirección, a su dura suspensión y a su ligero peso de 1204kg (1240kg en la versión executive). Hay que añadir que el índice de rigidez torsional de la carrocería es el mismo que el del Civic Type R de 8º generación.
En la actualidad, son más de 1.000.000 los vehículos impulsados por la tecnología IMA que circulan por las carreteras europeas, americanas y japonesas (Insight, Civic IMA, Accord V6, Civic Hybrid) . La firma ya ha anunciado que ampliará su gama híbrida con tres nuevos modelos: el nuevo Insight, un híbrido deportivo basado en el prototipo CR-Z (2010)  y una versión híbrida del Jazz (2011).

## Primera generación (1999-2006)
El Insight de primera generación se comenzó a fabricar en 1999, dos años después de que lo hiciera el también híbrido Toyota Prius. El Consejo de Recursos Aéreos del estado de California, Estados Unidos calificó a la versión manual como Vehículo de Emisiones Ultra Bajas y a la versión automática como Vehículo de Emisiones Súper Ultra Bajas. Fue nombrado Automóvil Norteamericano del Año 2001, en tanto que su sistema de propulsión fue nombrado Motor Internacional del Año 2000 y Motor Internacional del Año de menos de 1.0 L de manera consecutiva entre 2000 y 2006.
Su motor de combustión interna es un gasolina de tres cilindros en línea, 1.0 L de cilindrada y 72 CV de potencia máxima, que usa una mezcla pobre de combustible/aire y se apaga al detener la marcha. El motor eléctrico puede agregar hasta 10 kW (13,6 CV) adicionales, y también funciona como freno regenerativo. La pila de níquel e hidruro metálico que alimenta al motor se recarga al desacelerar. El Insight existe con una caja de cambios manual de cinco velocidades o una transmisión variable continua.
Según el equipamiento, el peso homologado del Insight es de entre 840 y 890 kg. Esto se logró usando aluminio y plástico en numerosos componentes que se suelen fabricar de otros materiales más pesados. La carrocería tiene un coeficiente aerodinámico de 0,25. Según las pruebas de la Agencia de Protección Ambiental de los Estados Unidos, el consumo de combustible del Insight manual en ciudad y carretera es de 61 y 70 millas por galón americano (3,9 y 3,4 L/100 km).

## Segunda generación (2009-2017)
El nuevo Insight, la segunda generación del modelo, fue lanzado en Europa en abril de 2009. Se trata del híbrido más avanzado de la compañía, resultado de casi dos décadas de investigación en el desarrollo de vehículos híbridos, desde el lanzamiento en 1999 del Honda Insight original, el primer híbrido comercializado en EE. UU. y en Europa. La segunda generación del Insight se presentó oficialmente como prototipo en el Salón del Automóvil de París de 2008. El nuevo Insight fue lanzado al mercado en Japón el 6 de febrero de 2009, con precios que oscilan entre 1.890.000 y 2.210.000 yen. En América del Norte las ventas se iniciaron el 24 de marzo de 2009 como año modelo 2010 por un precio recomendado entre US$ 19.800 y US$ 23.200, convirtiéndose en el automóvil híbrido más barato de Estados Unidos.
Gracias a su experiencia, Honda ha conseguido reducir el peso y el tamaño de los componentes clave del nuevo Insight, lo que significa una importante reducción de costes y un precio de mercado mucho más asequible para los ciudadanos. El objetivo, según la compañía, es acercar la tecnología híbrida al gran público para generalizar su uso. Además, el lanzamiento del nuevo Insight ha tenido importantes repercusiones en el mercado, al forzar a la competencia (principalmente, el Prius de Toyota) a ofrecer versiones más accesibles.
En Japón, el Honda Insight ha sido el primer vehículo híbrido en ser el coche más vendido del país (abril de 2009)  y, en agosto de 2009, recibió la máxima calificación en la pruebas EuroNCAP, lo que lo sitúa como uno de los coches más seguros de Europa.